# Tessel Middag
Tessel Tina Middag (née le 23 décembre 1992 à Amsterdam) est une footballeuse internationale néerlandaise qui joue milieu de terrain à la Fiorentina.

## Biographie

### Ajax
Middag a signé avec l'AFC Ajax en 2012. Elle a fait 94 apparitions pour le club, au cours desquelles elle a marqué 15 buts et a de nouveau remporté la KNVB Women's Cup en 2014.

### Manchester City
Le 3 juin 2016, Manchester City a annoncé avoir signé Middag. Elle a fait ses débuts pour le club après avoir été remplacée sur le banc contre Liverpool le 30 juin et a été élue joueuse du match par l'Official Supporters Club. Elle a fait son premier départ pour le club le 2 juillet contre Aston Villa et a marqué un but en première mi-temps du match. En mai 2017, Middag a subi une blessure au ligament croisé antérieur lors d'un match de la Spring Series contre Reading. Après neuf mois d'absence, Middag a fait son retour le 21 mars 2018 en entrant à la 81e minute en tant que remplaçante dans un quart de finale de la Ligue des champions contre le Linköpings FC. Middag a quitté Manchester City à la fin de la saison 2017-2018 à l'expiration de son contrat, ayant fait trois apparitions lors de sa dernière saison avec l'équipe.

### West Ham United
Le 14 juillet 2018, Middag a rejoint le West Ham United. Cependant, Middag n'a pas joué pendant la saison 2018-2019 après avoir subi une deuxième blessure au ligament croisé antérieur lors d'un service international en été 2018. Initialement portant le maillot #6, Middag est passée au #23 avant la saison 2019-2020 n'ayant jamais porté le #6. Cela était en partie dû au fait que le numéro avait déjà été retiré par l'équipe masculine en l'honneur de Bobby Moore, mais aussi parce que cela représentait le "nouveau départ" de Middag avec l'équipe après sa blessure de longue durée.

### Fiorentina
Le 30 juillet 2020, Middag a signé avec l'équipe de Serie A Fiorentina.

### Rangers
En août 2021, Middag a rejoint le club écossais Rangers.

## Carrière internationale
Entre 2010 et 2011, Middag a fait 17 apparitions pour l'équipe des Pays-Bas des moins de 19 ans. Elle a intégré l'équipe senior en 2012, lors d'une défaite 2–1 en amical contre la France. Membre de l'effectif provisoire de 31 joueuses pour l'UEFA Women's Euro 2013, elle n'a pas été sélectionnée dans la liste finale de 23 joueuses. Middag faisait partie de l'équipe des Pays-Bas lors de la Coupe du monde féminine de football 2015.

## Palmarès
Manchester City
- Championne d'Angleterre (WSL1) en 2016
- Vainqueur de la Coupe d'Angleterre (WSL Cup) en 2016